# Diệp Thanh
Diệp Thanh (tiếng Trung: 叶青; tiếng Anh: Ye Qing, sinh ngày 13 tháng 11 năm 1988) là một nữ diễn viên người Trung Quốc. Cô trở nên nổi tiếng sau khi đóng vai Ngọc Đàn trong bộ phim truyền hình cổ trang Bộ bộ kinh tâm (phim truyền hình) (2011), bộ phim có tỷ suất người xem cao nhất ở Trung Quốc đại lục. Bước đột phá về điện ảnh của cô đến vào năm 2014 với vai diễn Zhang Yan trong bộ phim võ hiệp Tú Xuân Đao, giúp cô giành được giải "Diễn viên mới xuất sắc nhất" tại Liên hoan phim quốc tế Trung - Úc và được đề cử cho "Diễn viên mới xuất sắc nhất" tại Liên hoan phim sinh viên đại học Bắc Kinh lần thứ 22.

## Sự nghiệp diễn xuất
Vai diễn điện ảnh đầu tiên của Diệp Thanh là vai một sinh viên Đại học Giang Tô trong Thiên thần tình yêu (2009). Sau đó, cô xuất hiện với nhiều vai diễn trong các bộ phim khác, bao gồm Một bước sai lầm (2011), Ngày ấy yêu (2011) và Gia đình tôi (2013).
Năm 2011, cô góp mặt với vai phụ Ngọc Đàn trong bộ phim truyền hình cổ trang Bộ bộ kinh tâm (phim truyền hình) (2011) chuyển thể từ tiểu thuyết cùng tên của Đồng Hoa (nhà văn).
Năm 2012, cô đóng một vai phụ quan trọng trong Hiên Viên kiếm - Thiên chi ngân, một bộ phim truyền hình võ hiệp giả tưởng. Cùng năm đó, cô cũng xuất hiện trong các bộ phim truyền hình khác, bao gồm bộ phim tình cảm tuyển tập Refresh 3 + 7 và Conspiracy of Love.
Diệp Thanh được chọn vào vai nữ chính trong bộ phim võ thuật Thái Cực Hiệp vào năm 2013. Sau đó cô đóng vai chính trong bộ phim hành động Trò chơi đô thị.
Năm 2014, cô đóng một vai phụ trong Bộ bộ kinh tâm 2, phần tiếp theo hiện đại của Bộ bộ kinh tâm (phim truyền hình). Cô cũng đóng vai chính trong phim điện ảnh võ hiệp cổ trang Tú Xuân Đao và được đề cử giải Diễn viên mới xuất sắc nhất tại Liên hoan phim sinh viên đại học Bắc Kinh lần thứ 22 và giành giải "Diễn viên mới xuất sắc nhất" tại Liên hoan phim quốc tế Trung - Úc.
Năm 2015, Diệp Thanh đóng một vai phụ trong bộ phim tình cảm Cô gái trên cây Sa kê.
Năm 2016, Diệp Thanh đóng vai chính trong bộ phim truyền hình võ hiệp giả tưởng Tiên kiếm kỳ hiệp 5. Sau đó, cô góp mặt trong bộ phim cổ trang Công chúa Giải Ưu với vai Feng Liao, một chính trị gia và nhà ngoại giao triều đại Tây Hán. Cùng năm, cô tham gia phim hài lãng mạn My Best Friend's Wedding, và phim chiến tranh My War của Oxide Pang.
Năm 2017, Diệp Thanh góp mặt trong bộ phim truyền hình lãng mạn Lợi tiên sinh bắt gặp tình yêu (2017). Cô cũng tham gia với tư cách khách mời trong Midnight Diner. Cùng năm, cô đóng một vai phụ trong bộ phim Đây khoảng sao trời kia khoảng biển với vai Minh Châu, một cô gái mù của chủ quán trà. Sau đó, cô tham gia bộ phim tình cảm Across the Ocean to See You.
Năm 2018, Diệp Thanh đóng vai chính trong web-drama Trinh Thám Mờ Ám.
Năm 2019, Diệp Thanh đóng chính trong bộ phim tội phạm Tôi biết bí mật của bạn được chuyển thể từ tiểu thuyết nổi tiếng "Bảy năm vẫn ngoảnh về phương Bắc". Cùng năm, cô đóng vai phụ trong bộ phim truyền hình cổ trang Cẩm Y Chi Hạ.  Bộ phim thành công ngoài mong đợi, mang đến bước tiến lớn trong sự nghiệp các diễn viên, nhưng kể từ sau bộ phim đó, cô vẫn chưa có vai diễn nào thực sự nổi bật.
Cho đến năm 2021, cô mới lại được quan tâm khi đóng một vai phụ trong bộ phim cổ trang Hộc Châu phu nhân.

## Phim

### Phim điện ảnh
| Năm  | Tiêu đề tiếng anh        | Tiêu đề tiếng Trung | Vai diễn       | Ghi chú                                           |
| ---- | ------------------------ | ------------------- | -------------- | ------------------------------------------------- |
| 2009 | Love Angel               | 小城大爱            | Ding Yulan     |                                                   |
| 2011 | One Wrong Step           | 无底洞              | Gu Xiaoyu      |                                                   |
| 2011 | Love on that Day         | 爱在那一天          | Xiao Ya        | Vai chính, đóng cùng Mario Maurer và Hám Thanh Tử |
| 2013 | My Family                | 合影                | Yu Xiaoshuang  |                                                   |
| 2013 | Man of Tai Chi           | 太极侠              | Qing Xia       |                                                   |
| 2013 | Deep Love                | 狠爱你              | Xiao Chen      | [ 22 ]                                            |
| 2013 | Urban Games              | 城市游戏            | Zhang Xiaozhuo |                                                   |
| 2014 | Tú Xuân Đao              | 绣春刀              | Zhang Yan      |                                                   |
| 2015 | Mr. Six                  | 老炮儿              |                |                                                   |
| 2016 | My Best Friend's Wedding | 我最好朋友的婚礼    | Ma Li          |                                                   |
| 2016 | My War                   | 我的战争            | Wang Wenjun    |                                                   |
| 2017 |                          | 缞神契约            | Một cô gái     |                                                   |
| 2018 | Perfect-Lover.com        | 来自你的瓦伦汀      | Jiang Fan      |                                                   |

### Phim truyền hình
| Năm  | Tiêu đề                              | Tiêu đề tiếng Trung | Vai diễn                       | Ghi chú                                        |
| ---- | ------------------------------------ | ------------------- | ------------------------------ | ---------------------------------------------- |
| 2011 | Bộ bộ kinh tâm (phim truyền hình)    | 步步惊心            | Ngọc Đàn                       |                                                |
| 2012 | Hiên Viên kiếm - Thiên chi ngân      | 轩辕剑之天之痕      | Ru Yan                         |                                                |
| 2012 | Refresh 3 + 7                        | 刷新3+7             | Xiao Mei                       | Tập 9                                          |
| 2012 | Conspiracy of Love                   | 真爱背后            | Ye Zhifan                      |                                                |
| 2014 | Bộ bộ kinh tâm 2                     | 步步惊情            | Meng Xinyi                     |                                                |
| 2015 | Cô gái trên cây Sa kê                | 长在面包树上的女人  | Ge Mi'er                       |                                                |
| 2016 | Công chúa Giải Ưu                    | 解忧公主            | Feng Liao                      | Vai thứ chính                                  |
| 2016 | Tiên kiếm kỳ hiệp 5                  | 仙剑云之凡          | Vũ Thường                      |                                                |
| 2017 | Lợi tiên sinh bắt gặp tình yêu       | 遇见爱情的利先生    | Kỷ Trí Trân                    | Vai thứ chính                                  |
| 2017 | Tình yêu vượt đại dương              | 漂洋过海来看你      | Đường Quả Quả                  |                                                |
| 2017 | Bữa tối lúc nửa đêm                  | 深夜食堂            | Minh Minh (vũ công trong club) | Cameo                                          |
| 2017 | Đây khoảng sao trời kia khoảng biển  | 那片星空那片海2     | Minh Châu                      |                                                |
| 2018 | Quỹ Trung mỹ nhân/ Tuyệt sắc song hồ | 恰逢 姐妹 花 正 开  | Phương Thảo Mỹ Nhân            | Cameo                                          |
| 2018 | Thám tử mờ ám                        | 暧昧侦探            | Chen Xi                        | Vai chính                                      |
| 2019 | Bảy năm vẫn ngoảnh về phương Bắc     | 我 知道 你 的 秘密  | Cố Sơ                          | Vai chính                                      |
| 2019 | Cẩm Y Chi Hạ                         | 锦衣之下            | Thượng Quan Hy                 | Vai thứ chính                                  |
| 2020 | Pháp sư Vô Tâm 3                     | 无心 法师 III       | Xue Niang                      | Cameo                                          |
| 2020 | Tôi là Dư Hoan Thủy                  | 我是余欢水          | Đường Vần                      | [ 24 ]                                         |
| 2021 | Lời cam kết                          | 约定                | Su Ting                        | Vai chính (câu chuyện thứ 5); chiếu trên IQIYI |
| 2021 | Hộc Châu phu nhân                    | 斛珠夫人            | Chử Lâm Lang                   |                                                |
| TBA  | ' Lie Jin Feng Bao                   | 烈金风暴            |                                | [ 25 ]                                         |

## Giải thưởng
| Năm  | Giải thưởng                                          | Hạng mục                    | Phim được đề cử | Kết quả   | Ghi chú |
| ---- | ---------------------------------------------------- | --------------------------- | --------------- | --------- | ------- |
| 2015 | Liên hoan phim quốc tế Trung Quốc - Úc               | Diễn viên mới xuất sắc nhất | Tú Xuân Đao     | Đoạt giải | [ 26 ]  |
| 2015 | Liên hoan phim sinh viên đại học Bắc Kinh lần thứ 22 | Diễn viên mới xuất sắc nhất | Tú Xuân Đao     | Đề cử     |         |